# Jordi Cañas

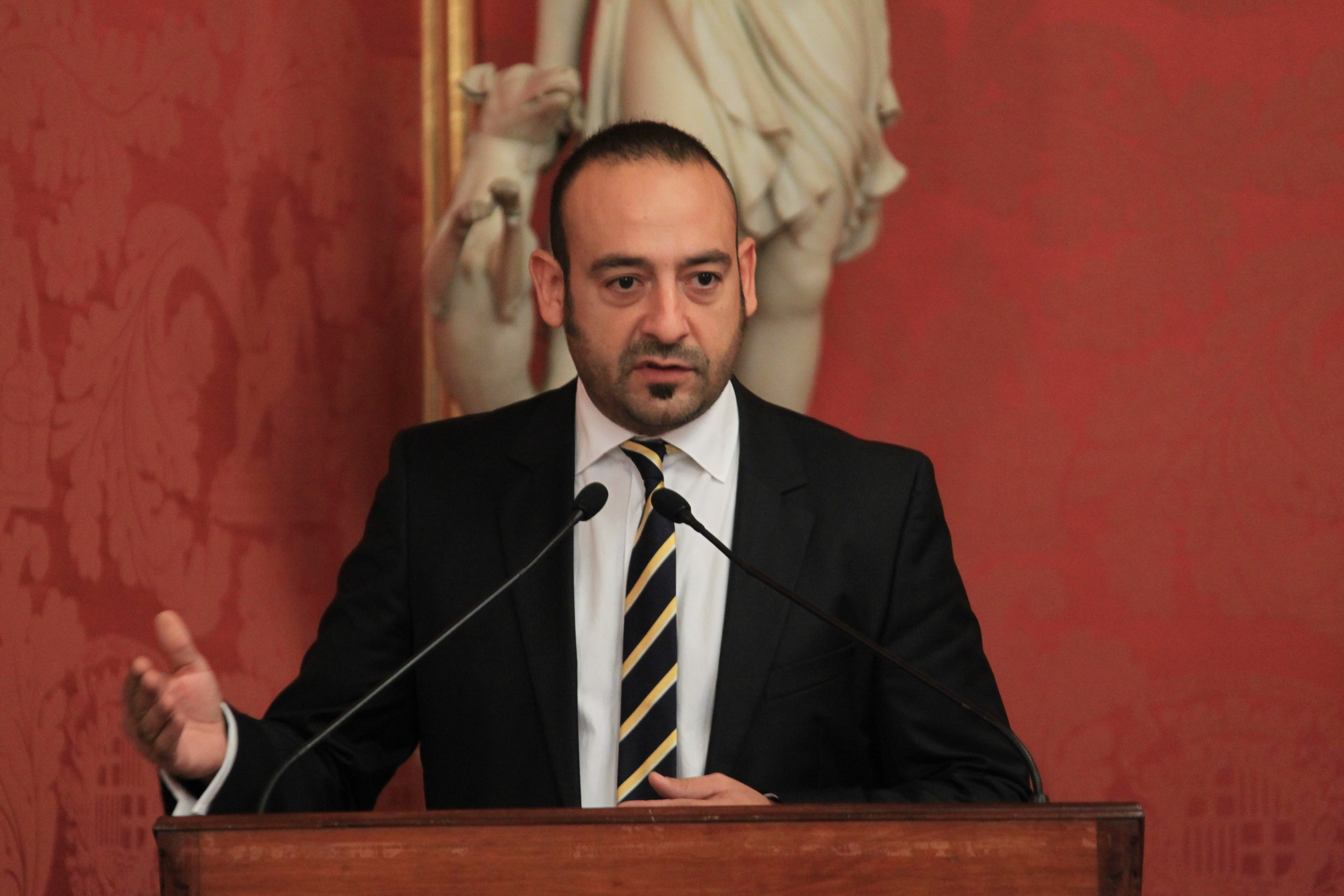
Jordi Cañas

Jordi Cañas Pérez (geboren am 12. Dezember 1969 in Barcelona) ist ein spanischer Politiker, der von 2019 bis 2024 Mitglied des Europäischen Parlaments (MdEP) war. Zuvor war er zwischen 2010 und 2014, während der IX. und X. Legislaturperiode, Mitglied des katalanischen Parlaments.

## Frühes Leben und Ausbildung
Cañas machte einen Abschluss in Geographie und Geschichte, Hauptfach Vorgeschichte und Alte Geschichte, an der Universität Barcelona.

## Politische Karriere
Von 1987 bis 2003 war Cañas Mitglied der Sozialistischen Partei Kataloniens (PSC) und der Sozialistischen Jugend Kataloniens (JSC), eine Generalitat der katalanischen Regierung, die nach den Wahlen zum katalanischen Parlament am 16. November 2003 zwischen dem PSC, der Esquerra Republicana de Catalunya (ERC) und der Iniciativa Per Catalunya Verds (ICV) vereinbart wurde. 2006 trat er der neugegründeten Partei Cuidadanos bei, im Gründungsjahr der Partei. 2006 wurde er als Delegierter der Agrupació de Ciutat Vella zum Mitglied der Barcelona Federation of Cs gewählt. Auf dem 2. Nationalen Parteikongress, der am 1. Juli 2007 stattfand, war er Teil der Kandidatur von Albert Rivera für den Parteivorsitz. Nach der Abstimmung über das offene Listensystem wurden Albert Rivera und seine Exekutive gewählt. Jordi Cañas wurde dann Sekretär für politische Aktion und Strategie. 2008 legte Albert Rivera nach den Ergebnissen der Parlamentswahlen einen Strategie- und Sanierungsplan vor, der Veränderungen im Exekutivausschuss beinhaltete. Jordi Cañas wurde Nationaler Sprecher von Cuidadanos. Später, nach den Ergebnissen der Europawahl 2009, traten der Generalsekretär und neun Mitglieder der Exekutive zurück, woraufhin die Exekutive umbesetzt und Cañas zum Kommunikationsminister und Sprecher ernannt wurde.

## Mitglied des Parlaments von Katalonien
Bei den Regionalwahlen von Katalonien im November 2010 wurde er in der Vorwahl als Nummer drei für die Kandidatur von Ciudadanos in der Provinz Barcelona gewählt. Er wurde in der neunten Legislatur zusammen mit Albert Rivera und Carmen De Rivera zum Mitglied des katalanischen Parlaments gewählt, wobei Cs erneut drei Stellvertreter erhielt und die Ergebnisse von 2006 wiederholte.
Er wurde auch in der Vorwahl von Ciutadans gewählt, um die Kandidatur für die Kommunalwahlen 2011 in Barcelona zu führen, bei denen er kein Ratsmitglied wurde. Bei den Wahlen zum katalanischen Parlament im November 2012 wurde er bei den Vorwahlen auf Platz 2 der Liste von Barcelona ernannt und zum Abgeordneten der X. Legislative gewählt, wobei 9 Cs-Abgeordnete Kandidaturen erhielten. Während dieser Legislaturperiode fungierte er als Sprecher der parlamentarischen Fraktion der Ciutadans. In diesem Wahlkampf wurde auch das Stammesherz von Cs entworfen. Bei der Umgestaltung der Exekutive nach den Wahlen 2012 wurde die Rolle des Kommunikationsministers entfernt und Jordi Cañas wurde Sekretär für politische Aktion und Strategie.

## Rücktritt aus dem Parlament von Katalonien
Am 25. April 2014 legte er seinen Sitz im katalanischen Parlament nieder, um keine Immunität zu genießen, nachdem ihn der Oberste Gerichtshof von Katalonien (TSJC) zusammen mit seinem ehemaligen Partner und neun weiteren Personen als Angeklagten geladen hatte für einen mutmaßlichen Steuerbetrug der Staatskasse in Höhe von 429.203 €, als er 2005 als Unternehmensverwalter tätig war. Vier Jahre später, am 6. Februar 2018, zog der Staatsanwalt die Anklage am Tag der Verhandlung zurück. Von November 2014 bis 2018 war er parlamentarischer Berater der Abgeordneten Juan Carlos Girauta und Javier Nart von der Bürgerpartei. Bei den letzten Europawahlen hatte die Partei zwei Sitze gewonnen.

## Mitglied des Europäischen Parlaments
Bei den Europawahlen vom 26. Mai 2019 stand Cañas auf Platz 6 der Liste von Cuidadanos im Europäischen Parlament. Als Mitglied der Cs-Delegation gehört Cañas der liberalen Renew Europe-Gruppe an, deren Lateinamerika-Koordinator er ist. Er ist ordentliches Mitglied des Ausschusses für internationalen Handel (INTA), wo er Berichterstatter seiner Fraktion zum Assoziierungsabkommen EU-Mercosur ist, sowie Mitglied des Ausschusses für Beschäftigung und soziale Angelegenheiten (seit 2021). Seit März 2020 ist er zudem stellvertretendes Mitglied im Ausschuss für Binnenmarkt und Verbraucherschutz (IMCO). Zusätzlich zu seinen Ausschussaufgaben ist Cañas Erster Vizepräsident der Delegation des Parlaments bei der Euro-Lateinamerikanischen Versammlung (EUROLAT). Er ist auch Mitglied der Delegationen für die Beziehungen zu den Mercosur-Staaten und zu den Ländern Südasiens. Er ist erster Vizepräsident der Intergruppe Sozialwirtschaft und Mitglied der Intergruppe Behinderung.